# Hornostajiwka
Hornostajiwka – osiedle typu miejskiego w obwodzie chersońskim Ukrainy. Do 2020 roku siedziba władz rejonu hornostajiwskiego.
Istniał tu zamek tatarski Rohat Kermen/ Rohat Kirmen.
Ludność miejscowości liczy około 7 tysięcy osób.